# Estatut d'Autonomia de La Rioja

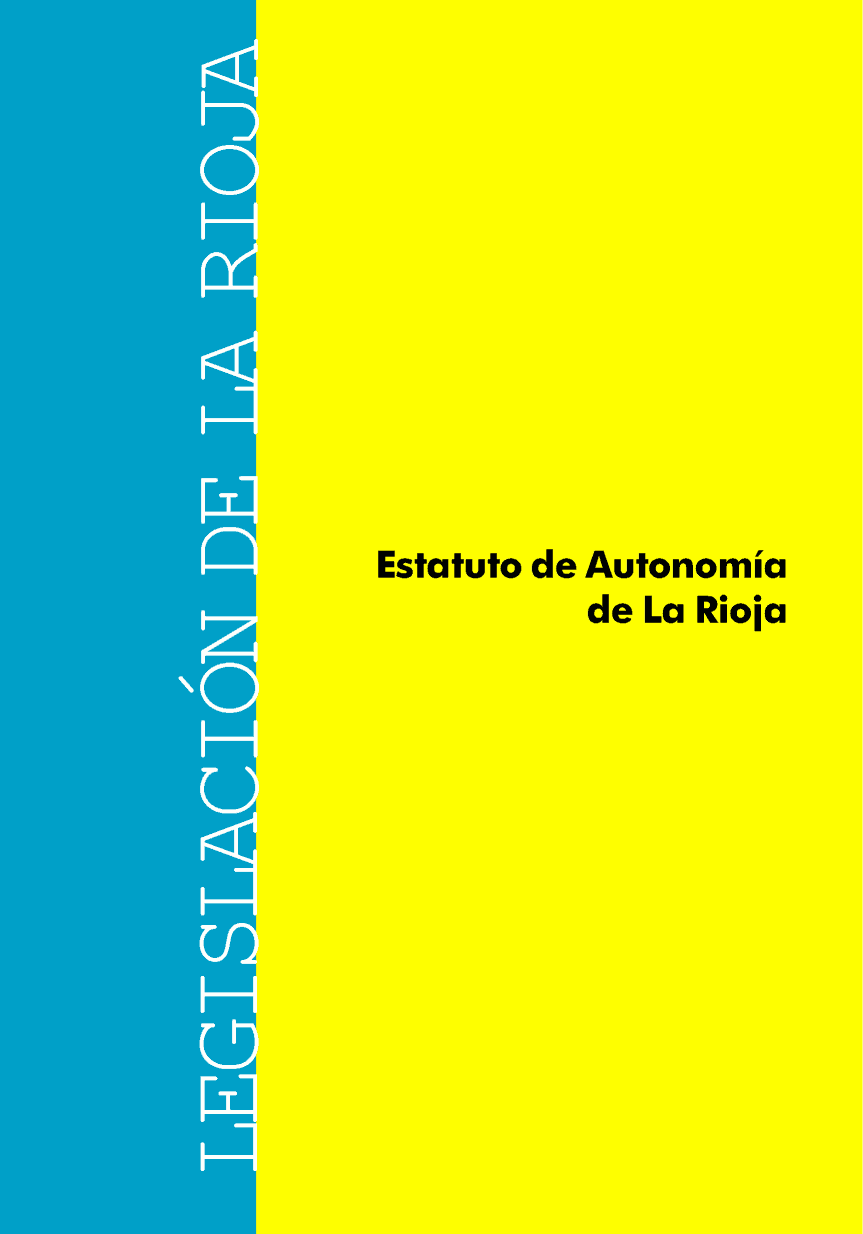
Portada de l'Estatut d'Autonomia de La Rioja

Estatut d'Autonomia de La Rioja (també conegut com a Estatut de San Millán) és la norma institucional bàsica de la regió espanyola de La Rioja, sancionada per llei orgànica de 9 de juny de 1982 i mitjançant la qual es constituïx oficialment com a comunitat autònoma. L'estatut va permetre, a l'empara de l'article 147 de la Constitució espanyola —l'anomenada "via lenta", per a les regions "no històriques"— obtenir un cert grau d'autogovern; unes competències que van ser ampliades en successives reformes aplicades en els anys 1994 i 1999.

## Història

### Règim preautonòmic
Al contrari que la majoria de les altres comunitats espanyoles —exceptuant Madrid i Cantàbria— La Rioja no va formar una "preautonomia" (règim aprovat per la constitució de 1978), sinó que va formar part de la de Castella i Lleó. Fins i tot es va arribar a plantejar la seva incorporació dintre d'altres autonomies, com el País Basc, Navarra o Aragó. No obstant això, des de la societat civil, grups com la "Associación de Amigos de La Rioja", el "Colectivo Riojano" (grup d'estudiants riojans establerts a Madrid) o Carmen, Jesús e Iñaki (banda folklòrica regional), van ajudar a impulsar una identitat pròpia per a la regió. Abans de les primeres eleccions democràtiques de 1979 va ser constituïda una assemblea de parlamentaris amb l'objectiu de discutir el règim preautonòmic, arribant-se a redactar un projecte de "Decret Llei sobre Règim Preautonòmic per a La Rioja". No obstant això, la campanya electoral va dur l'interès dels polítics cap a altres temes, deixant en suspens la qüestió autonòmica.

### Projecte d'estatut

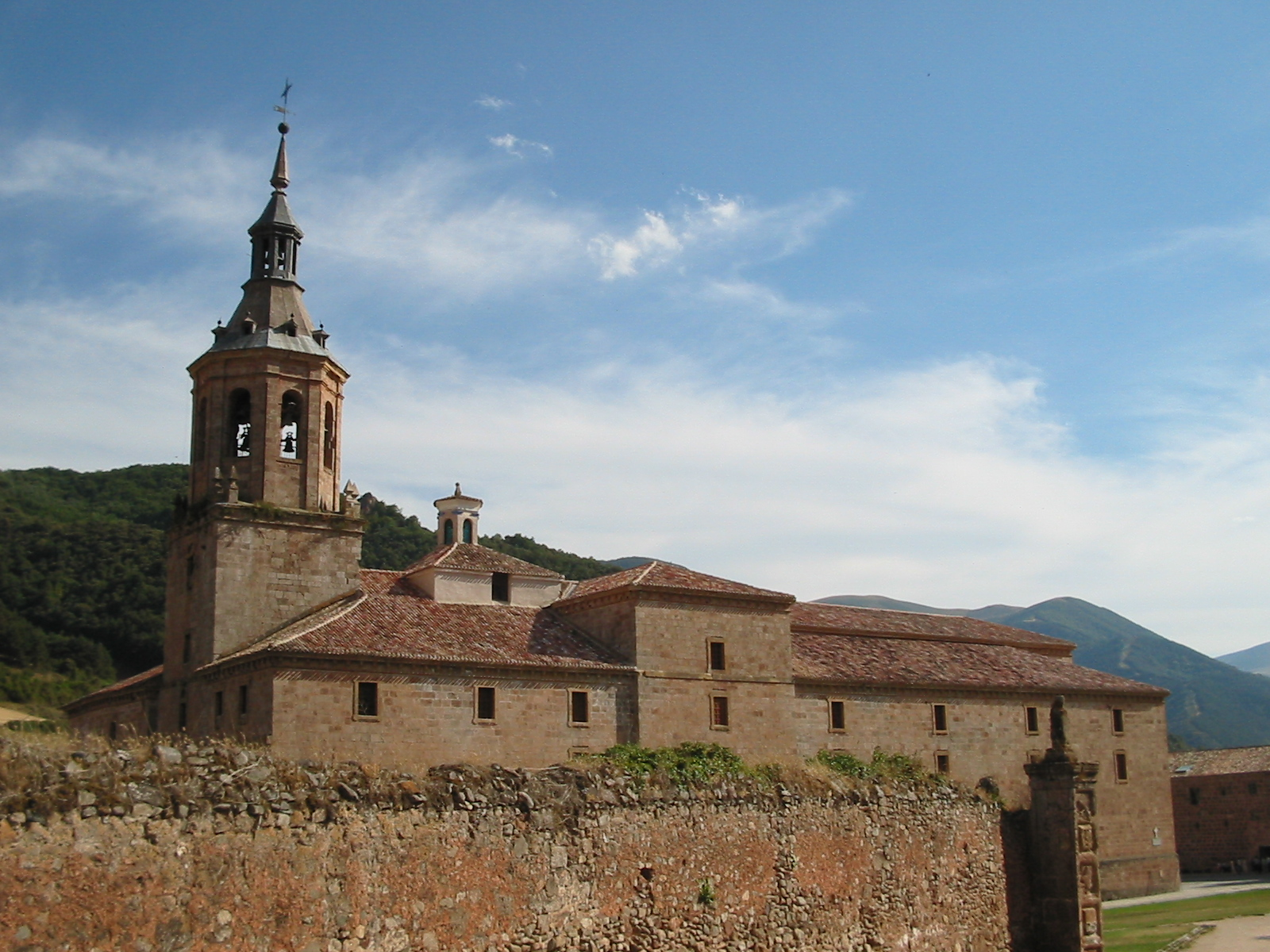
L'estatut d'autonomia també és conegut com a "Estatut de San Millán", per ser aquest el lloc on es va signar

L'ajuntament de Logronyo va iniciar en 1979 els tràmits per a la creació de l'estatut, realitzant una consulta als 174 ajuntaments, dels quals 172 es van mostrar a favor, quedant al marge Quel per reclamar la via de l'article 153 (seguida pel país Basc i Catalunya) i Entrena per no decantar-se per un model específic. Després del suport dels municipis, es trasllada la qüestió a la diputació provincial, que es pronuncia amb la seva incorporació al procés autonòmic el 12 de desembre del mateix any. Tant el canvi de nom de la província (aprovada per llei del 15 de novembre de 1980), fins llavors coneguda com a província de Logronyo, com la selecció de la seva bandera (usada popularment des de 1978), van ser tasques no trivials i que van generar gran discussió. L'anomenada "assemblea dels 32", formada en 1980 pels 24 diputats provincials i els 8 parlamentaris de la primera legislatura democràtica, van treballar en un projecte d'estatut, que va ser signat finalment el 8 de maig de 1981 al Monestir de San Millán de Yuso (d'aquí el nom popular de "Estatut de San Millán"). El projecte va ser dut a les corts, aprovat pel senat (21 d'abril) i el congrés (25 de maig), i sancionada pel Rei el 9 de juny; des d'aquest dia, el Dia de La Rioja.

### Reformes
Des de la seva aprovació en 1982, l'Estatut de San Millán ha estat modificada dues vegades, per les lleis orgàniques 3/1994 i 2/1999. El 24 de març de 1994 s'incorpora a l'estatut la Llei Orgànica 9/1992, per a incorporar les noves transferències de competències pactades entre el govern central i l'autonòmic. La reforma va ser proposada al Parlament de La Rioja l'11 de febrer de 1993, com una proposició de Llei dels grups PSOE i Partit Popular. El 7 de gener de 1999, a iniciativa dels grups socialista, populars i Izquierda Unida, es dugué a terme la reforma de l'Estatut, modificant-se aquesta vegada, no només les competències de la regió, sinó també les disposicions generals, la regulació, administració, relacions i hisenda d'aquesta. La proposta va ser presentada el 16 de març de 1998. Així mateix, en 2002, es modifica l'apartat 1 de la disposició addicional primera, que canvia el règim de finançament de la comunitat per la Llei 22/2002 (no orgànica), que com preveu el mateix apartat 2, no té consideració de modificació de l'Estatut.

## Contingut
La Llei Orgànica 3/1982 (i les seves modificacions) han establert un marc regulador base que ha estat posteriorment desenvolupat per diferents lleis aprovades en la Comunitat de La Rioja.

### Definicions

L'estatut defineix alguns dels símbols d'identitat riojana, com la bandera

Com altres normatives semblants, l'estatut comença en el seu títol preliminar aclarint el sentit d'alguns termes relacionats amb la identitat riojana: 
- Estableix el territori de la comunitat com el format pels municipis de la Província de La Rioja
- Defineix la bandera i els seus altres símbols
- Estableix la capital en Logronyo
- Fita el sentit de la identitat riojana
- Establix els drets i deures com els reconeguts en la Constitució

### Competències

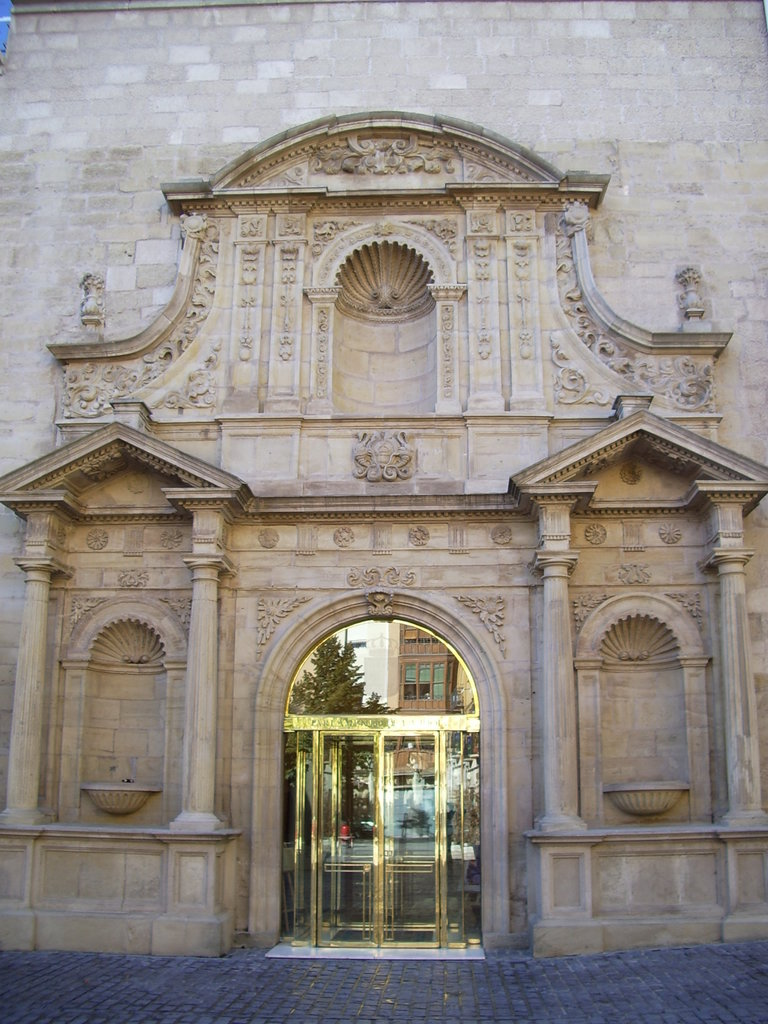
Façana del parlament de La Rioja, un dels tres òrgans institucionals de la Comunitat

En el títol I, enumeren les seves competències, així com l'execució de les mateixes: 
- Institucions d'autogovern
- Regulació de territoris sub-autonòmics
- Comerç interior
- Turisme territorial
- Obres públiques en el propi territori
- Habitatge
- Agricultura, cacera i pesca
- Investigació i cultura (amb èmfasi en la llengua castellana)
- Esport
- Serveis socials
- Sanitat
- Medi ambient

### Organització
En els títols II, III i IV, desenvolupa la seva organització política, gestió administrativa i jurídica. Defineix els òrgans institucionals com el Parlament, el Govern i el seu President. També delimita l'actuació i competències del Tribunal Superior de Justícia de La Rioja, així com les fonts de finançament i regulació dels seus pressupostos.